# Charlot troppo galante
Charlot troppo galante (trasmesso in televisione col titolo Charlot galante, titolo originale His Favorite Pastime, o anche Charlie Is Thirsty, Charlie's Reckless Fling, The Reckless Fling o The Bonehead) è un cortometraggio muto del 1914 diretto da George Nichols. È l'unico in cui Charlie Chaplin recitò insieme a Peggy Pearce, con cui all'epoca aveva una relazione, ed è noto per essere il film di Chaplin prodotto dalla Keystone Pictures Studio con consistenti esempi di umorismo razzista.

## Trama
Charlot, uscito ubriaco dal bar nel quale si rende protagonista di una rissa e mortifica un avventore più miserabile di lui (che invano gli chiede soldi per una bevuta) scolandosi platealmente la propria birra, incrocia una giovane donna nei pressi di un taxi che, in attesa che il proprio marito si liberi da una commissione, pare ricambiare il suo sguardo languido. La donna si allontana a bordo del taxi, dato il prolungarsi dell'impegno del consorte, ma Charlot la segue e non esita ad entrarle in casa e, tra varie acrobazie per mantenersi in equilibrio e un avance alla cuoca di colore, trova alla fine il modo di manifestarle le proprie intenzioni galanti. Quando il marito fa rientro a casa scoppia inevitabilmente una la rissa tra i due, al termine della quale Charlot viene buttato fuori dalla casa. Il vagabondo deve quindi rinunciare ai suoi propositi amorosi, e barcollando si allontana.

## Produzione
Il film fu completato il 19 febbraio 1914 e distribuito negli Stati Uniti dalla Mutual Film il 16 marzo.
Il film contiene elementi di umorismo poi ritenuto razzista in quanto un attore bianco recitava truccato da afroamericano; nella Hollywood del 1914 erano ancora pochi gli attori afroamericani e perciò era usuale ricorrere a queste interpretazioni di ripiego.

## Distribuzione
- 16 marzo 1914 negli Stati Uniti
- 11 gennaio 1916 in Danimarca (Chaplins Yndlingsbeskæftigelse)
- 6 febbraio in Spagna (Charlot extremadamente elegante)
- 10 aprile 1917 in Italia